# 볼티모어 대학교

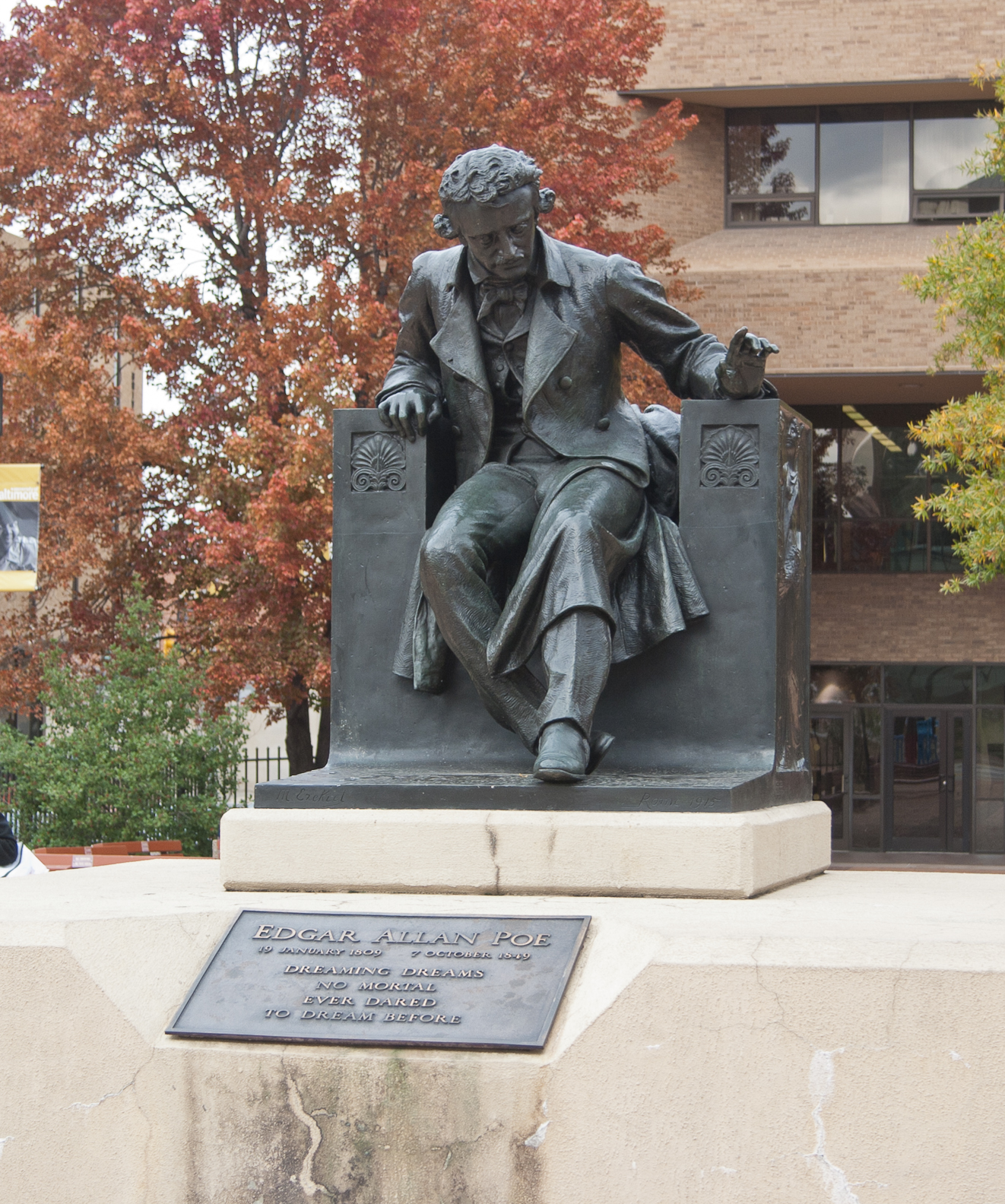

볼티모어 대학교는 워싱턴 D.C.외곽의 볼티모어에 위치한 연구 중심 주립 대학이다. 1925년에 메릴랜드 대학 시스템을 이끄는 학교로 첫 개교되었다.